# Lucien Neuwirth
Lucien Louis Neuwirth (* 18. Mai 1924 in Saint-Étienne; † 26. November 2013 in Paris) war ein französischer Politiker. Während der deutschen Besetzung Frankreichs im Zweiten Weltkrieg kämpfte Neuwirth unter anderem in der Résistance für die Befreiung seines Landes. Nach dem Krieg engagierte er sich in der gaullistischen Bewegung und wirkte dann als Politiker, zuletzt als Abgeordneter des 2e circonscription des Départements Loire für verschiedene gaullistische Parteien in der Assemblée nationale und als Sénateur de la Loire.

## Biographie
Lucien Neuwirth war ein Nachfahre polnischer Juden. Sein Großvater Schulem Neuwirth war Geschäftsmann in Krakau und wanderte in die USA nach New York City aus. Sein Vater Natan (Nesamel) Neuwirth (1897–1978) arbeitete als Kürschner in mehreren europäischen Großstädten, ließ sich schließlich in Saint-Étienne nieder und wurde 1923 in Frankreich eingebürgert. Seine Mutter, Gabrielle Marie (geb. Blanchon) (1897–1987), war gebürtige Französin. Lucien Neuwirth besuchte zunächst das Lycée Claude-Fauriel und wechselte dann auf eine Handelsschule in Saint-Étienne.

### Zweiter Weltkrieg
Im Alter von 16 Jahren hörte Neuwirth im Radio den Appell/Aufruf des vor den deutschen Besatzern nach England geflohenen de Gaulles vom 18. Juni 1940, mit dem er französische Offiziere, Soldaten, Ingenieure und Facharbeiter der Waffenindustrie im Vereinigten Königreich dazu aufrief, sich ihm anzuschließen, um gegen die Besetzung Frankreichs durch deutsche Truppen zu kämpfen. Gemeinsam mit mehreren Freunden beschloss er, der deutschen Besatzung Widerstand zu leisten, und schloss sich Jean Nocher (1908–1967) an, dem Leiter der Franc-Tireur im Departement Loire.
Neuwirth wurde verhaftet, als die Résistance-Gruppe um Nocher am 29. September 1942 zerschlagen wurde. Kurzzeitig freigelassen, wollte er nach England fliehen, um sich de Gaulle anzuschließen. Im Dezember 1942 überquerte er von Saint-Girons aus die Pyrenäen. In Spanien wurde er von der Guardia Civil festgenommen und in der Folge im Gefängnis in Sort, dann in Saragossa und ab 26. Dezember 1942 für 6 Monate im vom Franco-Regime errichteten Konzentrationslager Miranda de Ebro interniert. Gegenüber den spanischen Behörden hatte Neuwirth sich als gebürtiger US-Amerikaner mit dem Namen „Lionel Neuwirth“ ausgegeben, um nicht nach Frankreich abgeschoben zu werden. Als US-amerikanischer und britischer Druck auf das Franco-Regime zur Freilassung einer großen Anzahl Internierter führte, wurde Neuwirth am 16. Juli 1943 aus dem Lager entlassen und gelangte mit einem Geleitzug im selben Monat nach England.
In England trat Neuwirth in die Forces françaises libres ein, dann in eine der französischen Fallschirmjäger-Einheiten, die auf Anordnung von de Gaulle (1940) aufgebaut und ab 1942 in den britischen Special Air Service (SAS) eingegliedert worden waren. Er erhielt in mehreren Ausbildungslagern des SAS eine Ausbildung zum Fallschirmjäger. Nach einer schweren Verletzung durch einen Sprung gehörte Neuwirth erst im Rahmen der Opération Spencer (29. August–14. September 1944) den SAS-Einheiten an, die in Frankreich in den Départements Loir-et-Cher, Cher, Indre und Allier abgesetzt wurden, um deutsche Truppenverbände an der Loire aufzuhalten. Neuwirth kämpfte in Folge im Winter 1944 im Rahmen der Operation Franklin in den Ardennen (Ardennenoffensive) gegen die nach Frankreich vordringenden deutschen Wehrmachtsverbände. Bei einer Minenräumaktion in der Nähe von Saint-Hubert wurde er schwer verletzt und wurde 10 Wochen lang in mehreren Lazaretten behandelt. Im April 1945 nahm er an der Operation Amherst in den Niederlanden (Provinz Drenthe) teil, in deren Verlauf er in deutsche Gefangenschaft geriet. Eine Exekution durch Erschießen überlebte er dank sich in seiner Brusttasche befindlicher Geldmünzen, die die Kugel abfingen. Er wurde ein zweites Mal gefangen genommen und im Frühjahr 1945 von englischen Truppen befreit.
Im September 1945 wurde Neuwirth in Angers demobilisiert, arbeitete kurze Zeit in den USA und kehrte Anfang 1947 nach Saint-Étienne zurück.

### IVe République
Neuwirth trat 1947 in die von Charles de Gaulle gegründete Partei Rassemblement du peuple français ein. Für die Kommunalwahlen 1947 in seiner Geburtsstadt Saint-Étienne kandidierte er auf der Liste von Alexandre de Fraissinette (1902–1964) und wurde in den Gemeinderat gewählt, mehrfach wiedergewählt blieb er bis 1965 Mitglied desselben, ab 1953 als Stellvertreter des Bürgermeisters.

### Ve République
1958 gehörte Neuwirth zu den Gründungsmitgliedern der Union pour la Nouvelle République (UNR) und trat bei den Parlamentswahlen 1958 für diese Partei in der 2e circonscription des Départements Loire an, konnte sich erfolgreich durchsetzen, wurde in Folge 5 Mal zum Abgeordneten der (2. circonscription) des Départements Loire wiedergewählt und blieb bis Juli 1981 in dieser Position.
In der Assemblée nationale vertrat er folgende Parteien: Union pour la Nouvelle République (1958–1962), Union pour la Nouvelle République (1962–1967), Union des Démocrates pour la Ve République (1967–1968), Union des Démocrates pour la République (1968–1973), Union des Démocrates pour la République (UDR, 1973–1978) und Rassemblement pour la République (1978–1981).
1983 wurde er zum Sénateur de la Loire (Senator des Départements Loire) gewählt. 1992 wiedergewählt, blieb er bis 2001 in diesem Amt.

### Gesetz zur Entkriminalisierung von Verhütungsmitteln (1967)
Landesweite Aufmerksamkeit erhielt Neuwirth, als er 1967 gegen große Widerstände konservativer und römisch-katholischer Kreise, aber auch in der eigenen Partei, die Abänderung des derzeit immer noch gültigen „Loi réprimant la provocation à l’avortement et à la propaganda anticonceptionnelle“ (dt. etwa: Gesetz zur Ahndung der Propagierung von Abtreibung und der Werbung für Verhütungsmittel) vom 31. Juli 1920, erreichen konnte. Nach der Verabschiedung des nach ihm Loi Neuwirth (Neuwirth-Gesetz) genannten Gesetzes im Jahr 1967 (Loi no 67-1176), wurde die Benutzung von oralen Empfängnisverhütungsmitteln in Frankreich straffrei möglich. Abtreibungen wurden allerdings weiterhin strafrechtlich bis zu weiteren Gesetzesänderungen ab 1975 verfolgt.

### Privates
Neuwirth heiratete in erster Ehe Marinette Didier († 1997). Aus dieser Ehe ging eine Tochter hervor. 1999 heiratete er in zweiter Ehe Sophie Huet (1953–2017), Journalistin beim Le Figaro und Präsidentin der Association des journalistes parlementaires.

## Auszeichnungen
- Kommandeur der Ehrenlegion
- Großoffizier des Ordre national du Mérite
- Croix de guerre 1939–1945
- Rosette de la Résistance
- Chevalier des Palmes académiques
- Médaille des Evadés
- Medal of Freedom[2]

## Publikationen
- Dossier de la pilule, 1967.
- Le fléau fiscal. Réforme ou révolution, Paris 1967.
- Il y eut d’abord le chant des oiseaux, Paris 1. Aufl.1986, 2. Aufl. 2008
- Mais, après tout… (Ma guerre à 16 ans), Arles 1994.
- Rapport sur la politique de lutte contre le cancer (gemeinsam mit Claude Huriet) 2001.